# Tinakula
Tinakula és una illa volcànica ocupada per un estratovolcà que té forma cònica. Es troba al nord de Nendö, a la província de Temotu de les illes Salomó, a l'extrem nord de les illes Santa Cruz. L'illa fa uns 3,5 quilòmetres d'amplada i el volcà s'eleva fins als 851 msnm. Alhora també s'eleva d'entre tres i quatre quilòmetres des del fons del mar.
L'illa està deshabitada. L'erupció de 1840 provocà importants fluxos piroclàstics que van escombrar l'illa matant tots els seus habitants. El 1951, polinesis de Nukapu i Nupani es van establir a l'illa, assolint una població màxima de 130 habitants, abans que haguessin de ser evacuats per una nova erupció el 1971. La darrera erupció s'inicià el 2018, que l'abril de 2024 continuava activa.
El primer albirament registrat pels europeus va ser per l'expedició castellana d'Álvaro de Mendaña el 7 de setembre de 1595, quan navegava cap a l'illa de Nendö, on hi va romandre diverses setmanes. El volcà es va descriure com a alt, amb un cim ben format i una circumferència d'unes 3 llegües (6,6 km).